# Dameserien 2017
La Dameserien 2017 è la 3ª edizione del campionato di football americano femminile di primo livello, organizzato dalla NAIF.

## Squadre partecipanti
| Club                 | Città     | Stadio | Sponsor ufficiale | Risultato nella stagione 2016 |
| -------------------- | --------- | ------ | ----------------- | ----------------------------- |
| Haugesund Hurricanes | Haugesund |        |                   |                               |
| Vålerenga Trolls     | Oslo      |        |                   |                               |

## Stagione regolare

### Calendario

#### 1ª giornata
| Haugesund 16 settembre 2017, ore 14:00 | Haugesund Hurricanes | 14 – 25 | Vålerenga Trolls |  |

#### 2ª giornata
| Oslo 30 settembre 2017, ore 14:00 | Vålerenga Trolls | 34 – 14 | Haugesund Hurricanes | Frogner Stadion |

### Classifica
La classifica è la seguente:
- PCT = percentuale di vittorie, G = partite giocate, V = partite vinte,  P = partite perse, PF = punti fatti, PS = punti subiti

| Pos. | Squadra              | PCT   | G | V | N | P | PF | PS |
| ---- | -------------------- | ----- | - | - | - | - | -- | -- |
| 1    | Vålerenga Trolls     | 1.000 | 2 | 2 | 0 | 0 | 59 | 28 |
| 2    | Haugesund Hurricanes | .000  | 2 | 0 | 0 | 2 | 28 | 59 |

## Verdetti
- Vålerenga Trolls Campionesse della Norvegia 2017